# Camponotus schmitzi
Camponotus schmitzi är en myrart som beskrevs av Staercke 1933. Camponotus schmitzi ingår i släktet hästmyror, och familjen myror. Inga underarter finns listade.

## Bildgalleri

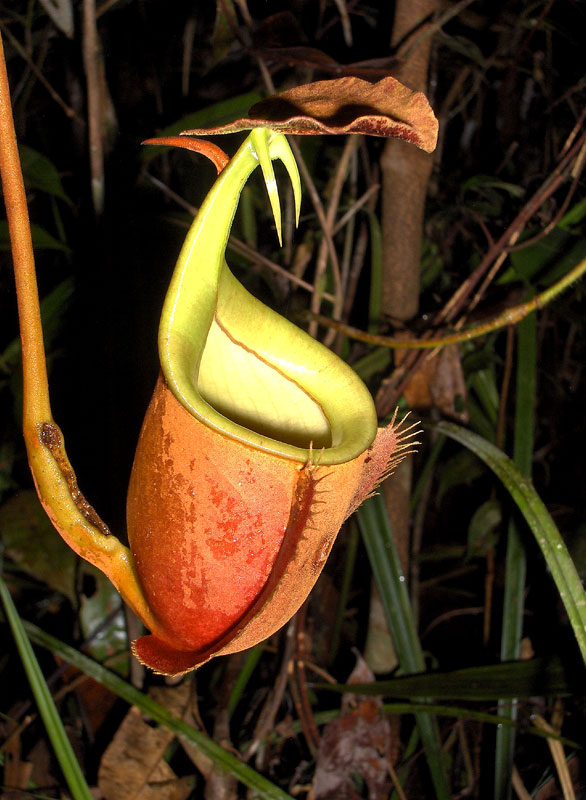